# Las Regueras
Las Regueras is een gemeente in de Spaanse provincie en regio Asturië met een oppervlakte van 65,85 km². Las Regueras telt 1.909 inwoners (1 januari 2016).

## Demografische ontwikkeling
Bron: INE, 1857-2011: volkstellingen